# Liam Tancock
Liam Tancock (ur. 7 maja 1985 w Exeter), brytyjski pływak specjalizujący się w stylu grzbietowym, mistrz i trzykrotny brązowy medalista mistrzostw świata, mistrz świata na krótkim basenie z Manchesteru, były rekordzista świata, olimpijczyk z Pekinu oraz Londynu.
Jest związany z Caitlin McClatchey, brytyjską pływaczką.

## Rekordy świata
| Data            | Miejsce   | Konkurencja             | Rezultat | Status                                 |
| --------------- | --------- | ----------------------- | -------- | -------------------------------------- |
| 2 kwietnia 2008 | Sheffield | 50 m stylem grzbietowym | 24,47 s  | do 1 sierpnia 2009                     |
| 1 sierpnia 2009 | Rzym      | 50 m stylem grzbietowym | 24,08 s  | do 2 sierpnia 2009                     |
| 2 sierpnia 2009 | Rzym      | 50 m stylem grzbietowym | 24,04 s  | do 4 sierpnia 2018 Klimient Kolesnikow |